# 모리 나오키 (1972년)
모리 나오키(일본어: 森 直樹, 1972년 5월 5일 ~ )는 일본의 전 축구 선수이다.

## 구단 경력
1991년 일본 사커 리그의 토요타 자동차(나고야 그램퍼스 에이트)에 입단했다. 1995년까지 46경기에 출전하여, 4득점을 넣었다. 1995년에 천황배 우승을 차지했다. 1996년 재팬 풋볼 리그의 비셀 고베로 이적했다. 1996년 재팬 풋볼 리그 준우승으로 J1리그로 승격했다. 1998년 재팬 풋볼 리그의 오미야 아르디자로 이적했다. 1998년후 현역 은퇴.